# Василевка (Житомирский район)
Васи́левка (укр. Василівка) — село на Украине, основано в 1939 году, находится в Житомирском районе Житомирской области.
Код КОАТУУ — 1822080901. Население по переписи 2001 года составляет 299 человек. Почтовый индекс — 12413. Телефонный код — 412. Занимает площадь 1,31 км².

## Адрес местного совета
12414, Житомирская область, Житомирский р-н, с.Василевка, ул.Центральная, 4